# Shitara
Shitara (jap. 設楽町 Shitara-chō) – miasto w Japonii, na wyspie Honsiu, w prefekturze Aichi. Według danych na rok 2020 miejscowość zamieszkiwało 4 437 mieszkańców , a gęstość zaludnienia wyniosła 1650,3 os./km².